# Smolnická stupňovina
Smolnická stupňovina je geomorfologický okrsek v jižní části Hazmburské tabule, ležící v okresech Louny a Litoměřice v Ústeckém kraji.

## Poloha a sídla
Území okrsku se nachází zhruba mezi sídly Černčice (na severozápadě), Křesín (na severovýchodě), Peruc (na východě), Vinařice (na jihu) a Chlumčany (na západě). Uvnitř okrsku leží titulní obec Smolnice, obce Veltěže, Hříškov a městys Slavětín.

## Geomorfologické členění
Okrsek Smolnická stupňovina (dle značení Jaromíra Demka VIB–1A–4) náleží do celku Dolnooharská tabule a podcelku Hazmburská tabule. Dále se člení na podokrsky Hřivčická stupňovina na východě a jihu a Veltěžská rovina na západě a severu.
Stupňovina sousedí s dalšími okrsky Dolnooharské tabule (Lounská pahorkatina na západě, Dolnooharská niva na severu, Perucká tabule na východě) a s celkem Džbán na jihu.

## Významné vrcholy
Nejvyšším vrcholem Smolnické stupňoviny je V Březinách (388 m n. m.).
- V Březinách (388 m), Hřivčická stupňovina
- Bytiny (343 m), Hřivčická stupňovina
- Prašný vrch (205 m), Veltěžská rovina